# Konfederacja Fante
Konfederacja Fante – pojęcie odnoszące się albo do luźnego przymierza stanów Fante istniejących od co najmniej XVIII wieku albo do krótkotrwałej Konfederacji utworzonej w roku 1868 i rozwiązanej w roku 1874. Konfederacja ta uważana jest jako jeden z pierwszych samorządów w Afryce.